# ジェザイルリ・ガーズィ・ハサン・パシャ

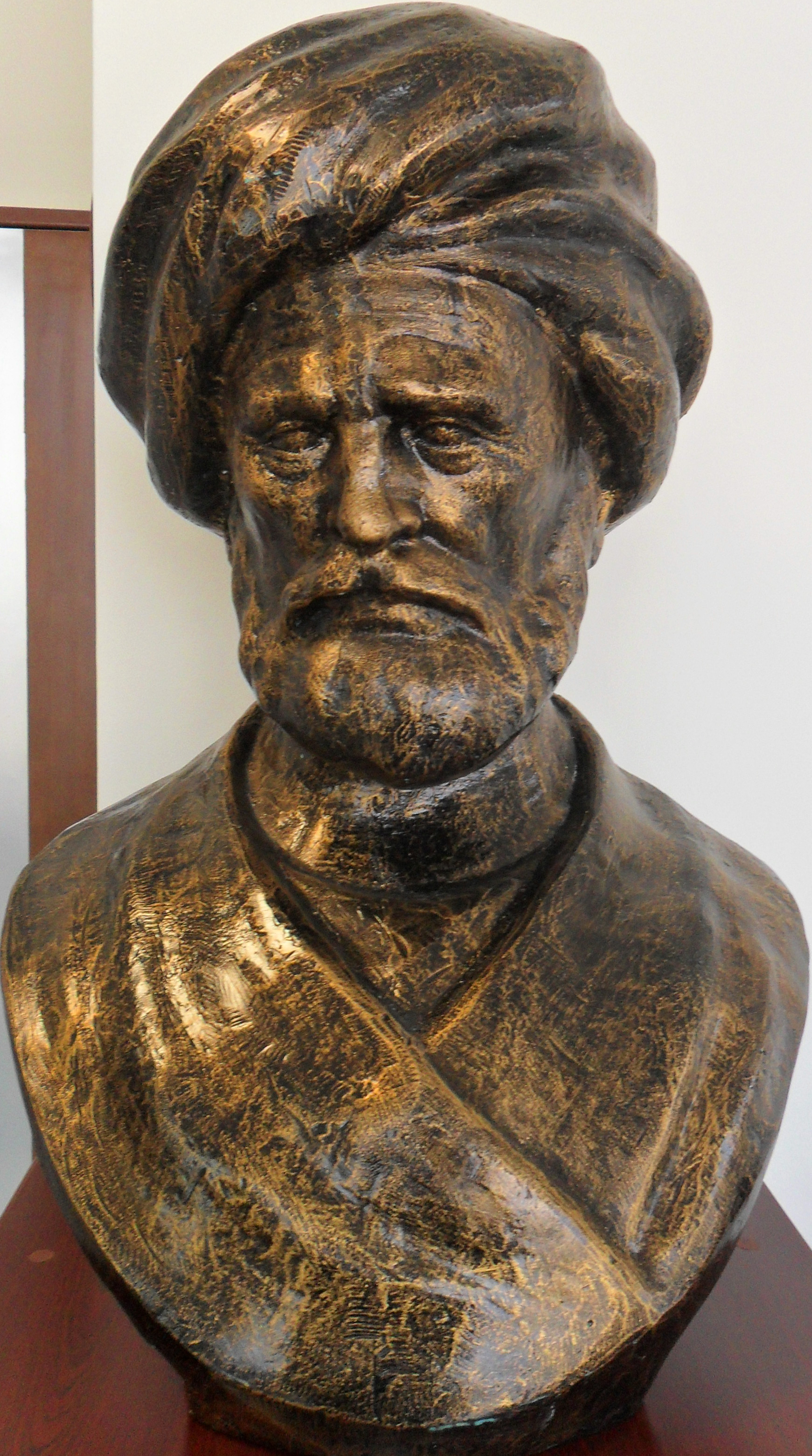
ハサン・パシャの胸像（マースン海軍博物館蔵）

ジェザイルリ・ガーズィ・ハサン・パシャ（トルコ語: Cezayirli Gazi Hasan Pasha、1713年 – 1790年3月19日）またはアルジェリアのハサン・パシャ（英語: Hasan Pasha of Algiers）は、18世紀後半のオスマン帝国の海賊、提督、大提督（1770年 – 1790年）、大宰相（1790年）、海軍元帥。

## 生涯
カルトヴェリ人（ジョージア人）の奴隷だったが、テキルダーの商人に買われ、彼の子として育てられたとする逸話が知られている。
オスマン帝国軍のヒエラルキーの中で育った後にアルジェリアを拠点としてバーバリーコーストを支配する海賊（バルバロス・ハイレッディンのように、マグリブなど北アフリカではオスマン帝国海軍の軍人とキリスト教圏を主目標とした海賊業を兼業するものが多かった。）となった。
1770年、チェシュメの海戦では艦隊司令官としてロシア帝国と戦った。敗北しイスタンブールに撤退したものの彼個人の能力は評価され、大提督に任じられた。この後、彼はリムノス島に基地を置いたロシア軍の掃討に成功する。
伝承によると、チェシュメの海戦敗北の直後ハサン・パシャらがアイワルクに泊まった際、この地のウラマーはそれと知らなかったにもかかわらず彼らを懇切にもてなした。後にハサン・パシャはアイワルクに事実上の自治権を与えることで恩に報い、この際に整備がなされたアイワルクは、19世紀のオスマン帝国において重要な文化的中心地に成長した。
またハサン・パシャはこの敗北を教訓にして1773年に金角湾海軍造船所（後のイスタンブール工科大学、トルコ海軍兵学校）を設立した。
1775年夏、パレスチナの領主ザーヒル・アル・ウマルに対する威力偵察のためアッコを包囲、5万ピアストルの賠償金を要求した。ウマルが支払いを拒否したためハサン・パシャは向け艦砲射撃を決行。一方のアッコでは帝国のスルタンに忠誠を誓うトルコ人兵士たちがウマルの反撃命令に従わず一方的な展開となった。
ウマルは逃亡を試みたが、ハサン・パシャの軍によって殺害された。
1786年、エジプト総督に任じられ、アブデュルハミト1世の命で、前エジプト総督ヤン・サイード・モハメド・パシャを追放しエジプトを事実上支配していたマムルークのアミール、イブラヒム・ベイとムラード・ベイを追放すべく遠征に赴いた。1786年の8月初めに上陸したのち1年でエジプトを平定したが、イブラヒムとムラードはハサン・パシャの死後に勢力を取り戻すことになる。
第二次露土戦争では85歳の老体ながらオチャーコフ攻囲戦やフィドニシの戦いに参戦した。
1790年、大宰相に任じられるが3月19日に死去。病死とも毒殺されたとも言う。
現在チェシュメにはハサン・パシャの像が建っている。